# Heterohromija
U anatomiji, heterohromija je razlika u boji, najčešće dužice, ali može da bude i kose ili kože. Heterohromija je rezultat relativnog viška ili manjka melanina (pigment). Može biti nasledna, posledica genetskog mozaicizma, ili posledica bolesti ili povrede.
Boja očiju, posebno boja dužice, je primarno određena koncentracijom i preraspodelom melanina. Zahvaćeno oko može biti hiperpigmentisano (hiperhromno) ili hipopigmentisano (hipohromno). Kod čoveka, obično višak melanina uzrokuje hiperplaziju tkiva dužice, dok manjak melanina uzrokuje hipoplaziju.
Postoje dve vrste heterohromije oka (heterochromia iridis ili heterochromia iridum). U potpunoj heterohromiji jedna dužica je drukčije boje od druge. U parcijalnoj ili zonalnoj heterohromiji deo jedne dužice je drugačije boje od ostatka dužice.
Parcijalna ili zonalna heterohromija je mnogo ređa nego potpuna heterohromija i tipično se nalazi u autozomno naslednim bolestima poput Hiršprungove bolesti i Vardenburgovog sindroma.
Istoričar Plutarh je opisao da je Aleksandar Veliki imao heterohromiju, odnosno različitu boju očiju.

## Klasifikacija bazirana na etiologiji
Heterohromija se primarno klasifikuje po nastanku kao genetska, ili stečena.

### Kongenitalna heterohromija
Kongenitalna heterohromija se uobičajeno nasljeđuje autozomno dominantno.

#### Abnormalna tamnija dužica
- Lišovi čvorići – hamartomi dužice kod neurofibromatoze.
- Melanoza oka – stanje karakterisano povećanom pigmentacijom srednje očne ovojnice, episklere i prednje očne sobice.
- Melanocitoza kože oka (mladež oka).
- Sindrom raspršenja pigmenta – stanje karakterisano gubitkom pigmenta iz stražnje površine dužice koji je raspršen unutar oka i odložen na različite strukture unutar oka, uključujući i prednju površinu dužice.
- Sturdž-Veberov sindrom – je karakterisan mladežom u obliku mrlja od port vina smeštenim na trigeminalnom živcu, homolateralnim meningealnim angiomom s intrakranijalnim kalcifikatima i neurološkim znakovima, i angiomom žilnice, često udruženim sa sekundarnim glaukomom.

#### Abnormalna svetlija dužica
- Jednostavna heterohromija – retko stanje karakterisano odsutnošću drugih očnih ili sistemskih problema. Setlije oko je tipično s obzirom da zahvaćeno oko pokazuje hipoplaziju dužice. Može zahvatiti celu dužicu ili samo deo.
- Kongenitalni Hornerov sindrom – ponekad nasleđen, iako većinom stečen.
- Vardenburgov sindrom – sindrom u kojem se heterohromija javlja kao bilateralna hipohromija dužice u nekim slučajevima. Japanska studija na jedanaestoro albino dece je pokazala da su svi imali parcijalnu/zonalnu heterohromiju.
- Piebaldizam – sličan Vardenburgovom sindromu, redak poremećaj razvoja melanocita karakterisan belim pramenovima i višestrukim simetričnim hipopigmentiranim ili nepigmentiranim mrljama.
- Hiršprungova bolest– crevni poremećaj udružen s heterohromijom u obliku zonalne hipohromije. Zahvaćeni delovi pokazuju smanjen broj melanocita i smanjenu pigmentaciju strome.
- Inkontinencija pigmenta
- Pari-Rombergov sindrom

### Stečena heterohromija
Stečena heterohromija nastaje najčešće tokom povrede, upale, upotrebe određenih kapi za oči ili tumora.

#### Abnormalna tamnija šarenica
Sideroza – taloženje gvožđa unutar očnog tkiva tokom penetrirajuće ozlede i zaostalog sadržaja gvožđa, stranog tijela oka.
- Hemosideroza – dugotrajna hiphema (krvarenje u prednju sobicu) nakon tupe traume oka može dovesti do odlaganja gvožđa iz krvnih produkata.
- Upotreba određenih kapi za oči – analozi prostaglandina (latanoprost, isopropil unoproston, travoprost i bimatoprost) se koriste lokalno za smanjenje intraokularnog pritiska kod pacijenata s glaukomom. Kod nekih pacijenata se primenom tih lekova razvila se koncentrična heterohromija. Stroma oko mišićnog sfinktera dužice je postala tamnija nego periferna stroma. Zatražena je stimulacija stvaranja melanina unutar melanocita dužice.
- Tumori – mladeži i melanomi.
- Iridokornealni endotelni sindrom
- Sindrom ektropičnog položaja dužice

#### Abnormalna svetlija dužica
- Fušov heterohromni iridociklitis – stanje karakterisano niskim stadijumom, asimptomatskom upalom srednje očne ovojnice u kojoj dužica u zahvaćenom oku postaje hipohromna i ima ispran izgled. Heterohromija može biti veoma suptilna, posebno kod pacijenata sa svetlijim dužicama. Često se lako uočava na dnevnom svetlu. Učestalost heterohromije udružene s Fušovom bolešću procenjena je u različitim studijama s rezultatima koji pokazuju da je mnogo teže otkriti promenu boje dužice kod pojedinaca s tamnijim očima.
- Stečeni Hornerov sindrom – uobičajeno stečen, kao kod neuroblastoma, iako ponekad nasledan.
- Tumori – melanomi mogu takođe biti veoma svetlo pigmentisani, a svetlija dužica može biti retka manifestacija metastatske bolesti oka.

Heterohromija je takođe uočena kod osoba s Duaneovim sindromom.
- Hronična upala dužice
- Juvenilni lsantogranulom
- Leukemija i limfom

## Heterohromija kod životinja
Iako potpuna heterohromija nije česta kod ljudi, mnogo je češća kod ostalih vrsta kod kojih je skoro uvek jedno oko plavo. Plavo oko se pojavljuje unutar bele mrlje, gde melanin nedostaje na koži i kosi (vidi leucizam). U te vrste spada mačka, posebno pasmine kao turska van, trska Angora, i (retko) japanska Bobtejl. Te takozvane mačke s rasparenom bojom očiju su bele, ili većinom bele, s jednim normalnim okom (bakreno, narančasto, žuto, zeleno), i s jednim plavim okom. Kod psa se potpuna heterohromija češće vidi kod sibirskog haskija. Konji s potpunom heterohromijom imaju jedno smeđe oko i jedno belo, sivo ili plavo – potpuna heterohromija je češća kod konja s pinta bojom. Potpuna heterohromija se takođe javlja kod goveda, kao i kod bivola.
Parcijalna heterohromija, uobičajeno parcijalna hipohromija, je česta kod pasa, posebno kod pasmina s merle dlakom. Te pasmine uključuju australijskog ovčara i border collie.

## Poznate ličnosti s heterohromijom
- Maks Šerzer, bacač u bejzbolu
- Šejn Vorn, igrač kriketa
- Tirion Lanister, izmišljeni lik iz romana Igra prestola

## Literatura
- Loewenstein, John; Scott Lee (2004). Ophthalmology: Just the Facts. New York: McGraw-Hill.  0-07-140332-9.

## Spoljašnje veze
- Dva oka različite boje[мртва веза]

|  | Molimo Vas, obratite pažnju na važno upozorenje u vezi sa temama iz oblasti medicine (zdravlja). |